# Silver Sorceress
Silver Sorceress è un personaggio della DC Comics e membro dei Campioni di Angor. Comparve per la prima volta in Justice League of America n. 87 (febbraio 1971), ed è un omaggio al personaggio di Scarlet della Marvel Comics.

## Biografia del personaggio
Silver Sorceress, Blue Jay e Wandjina arrivarono da un pianeta alternativo, ed erano i soli sopravvissuti di un olocausto nucleare. Nella loro comparsa originale arrivarono sulla Terra dopo essere stati manipolati per cercare vendetta per la distruzione del loro mondo contro la Justice League. Dopo che i due gruppi si scambiarono entrambi per super criminali, si unirono per combattere i robot che inizialmente manipolarono tutti e due i gruppi.
Silver Sorceress e i Giustificatori ritornarono in Justice League vol. 2 n. 2 (giugno 1987), nel tentativo di distruggere tutte le armi nucleari della Terra, prima di confrontarsi nuovamente contro la League e i Rocket Reds. Wandjina si sacrificò per salvare della gente innocente da una fusione nucleare. Si scoprì successivamente che tutti e tre erano parte di un gruppo più grande, tutte analogie di eroi della Marvel Comics. Tuttavia, lei e Blue Jay decisero di rimanere sulla Terra.
Successivamente, Sorceress ebbe il piacere di incontrare e di salvare un altro sopravvissuto del suo mondo, un intrattenitore conosciuto come Mitch Wacky (parodia di Walt Disney). È uno degli uomini più popolari della veccia società Angoriana, ed era molto amato per il fatto di aver portato così tanto divertimento. La debolezza di Mitch, la comune influenza, dimostrò differenze essenziali tra il mondo di Sorceress e l'Universo DC, dato che non sapevano come combatterla. Mitch venne curato presto. Silver Sorceress aiutò la Justice League a confrontarsi e combattere gli Estremisti, duplicati cibernetici dei criminali che devastarono il suo mondo.

## Morte
Rimase con il gruppo come membro attivo finché non fu uccisa per mano di Dreamslayer, una delle entità che distrusse il suo mondo. Dreamslayer riuscì a prendere il controllo della mente di Maxwell Lord, un caro amico e leader di vari aspetti della Justice League. Utilizzando il potere di persuasione di Lord, riuscì a impadronirsi dell'isola movente di Kooey Kooey Kooey, utilizzando questa e Mitch Wacky per ricostruire gli Estremisti. Quando Mitch non gli servì più, lo uccise brutalmente. Sorceress e la League attaccarono l'isola e i suoi nativi, sotto controllo mentale. Silver Sorceress e la League fecero del loro meglio per mettere fuori combattimento i nativi senza ferirli, ma l'eroina angoriana finì per ricevere una freccia allo stomaco. Prima di morire, riuscì però a sopraffare e a intrappolare Dreamslayer, mettendo temporaneamente fine alla minaccia che rappresentava. I membri della League seppellirono Silver Sorceress sull'isola di Kooey Kooey Kooey.

## Versioni alternativi
In Justice League Europe Annual n. 2, il viaggiatore temporale conosciuto come Waverider visitò la Justice league d'Europa in una delle sue missioni, e si ritrovò a conoscere una versione alternativa, una probabile versione del "futuro" di Silver Sorceress. Qui, Sorceress viaggiò  accidentalmente indietro nel tempo e fu salvata daun enorme predatore dal super entusiasta eroe conosciuto come Anthro. Infine fu riportata a casa da un Elongated Man viaggiatore del tempo.
In Showcase n. 63 (luglio-agosto 1966), gli Inferior Five affrontarono un gruppo di criminali basati sui Vendicatori della Marvel Comics. Il gruppo ebbe un membro di nome Silver Sorceress che era basata sul personaggio di Scarlet; tuttavia, non fu correlata alla versione di Angor.
Silver Sorceress ebbe un breve cameo nel n. 4 del crossover JLA/Avengers.
Una nuova versione di Silver Sorceress comparve in Lord Havok and the Extremists n. 5. Un abitante di Terra-8, si chiama Anna ed è la figlia di Dottor Diehard. Morì alla fine della serie limitata.

## Poteri e abilità
Silver Sorceress è un'utilizzatrice di magia avanzata. Mentre dovette utilizzare una combinazione di magia e tecnologia per creare una porta originale da Angor per quella della Justice League, riuscì successivamente a fare tutto ciò con la sola magia.